# Mi Gente
Mi Gente (Nederlands: mijn mensen) is een nummer van de Colombiaanse reggaetonzanger J Balvin en de Franse zanger en producer Willy William uit 2017. 
Het nummer is een remix van Willy Williams nummer Voodoo Song, dat twee maanden eerder werd uitgebracht.
"Mi Gente" leverde J Balvin en Willy William een grote wereldwijde zomerhit op. Het nummer wist in veel Latijns-Amerikaanse landen de nummer 1-positie te bereiken, waaronder in J Balvins thuisland Colombia. In Willy Williams thuisland Frankrijk haalde het nummer de 10e positie. Ook in de Nederlandse Top 40 haalde "Mi Gente" de koppositie. In de Vlaamse Ultratop 50 haalde het de 8e positie.
Een maand of twee na het uitbrengen van het origineel verscheen er een remixversie van "Mi Gente", waarop ook vocals van de Amerikaanse r&b-zangeres Beyoncé te horen zijn.
De belangrijkste drop van "Voodoo Song" is afkomstig van Bengali Song "Heila Duila Nach", samengesteld door Akassh.